# Luciano Baldessari
Luciano Baldessari (Rovereto, 10 dicembre 1896 – Milano, 26 settembre 1982) è stato un architetto, scenografo e designer italiano.

## Biografia

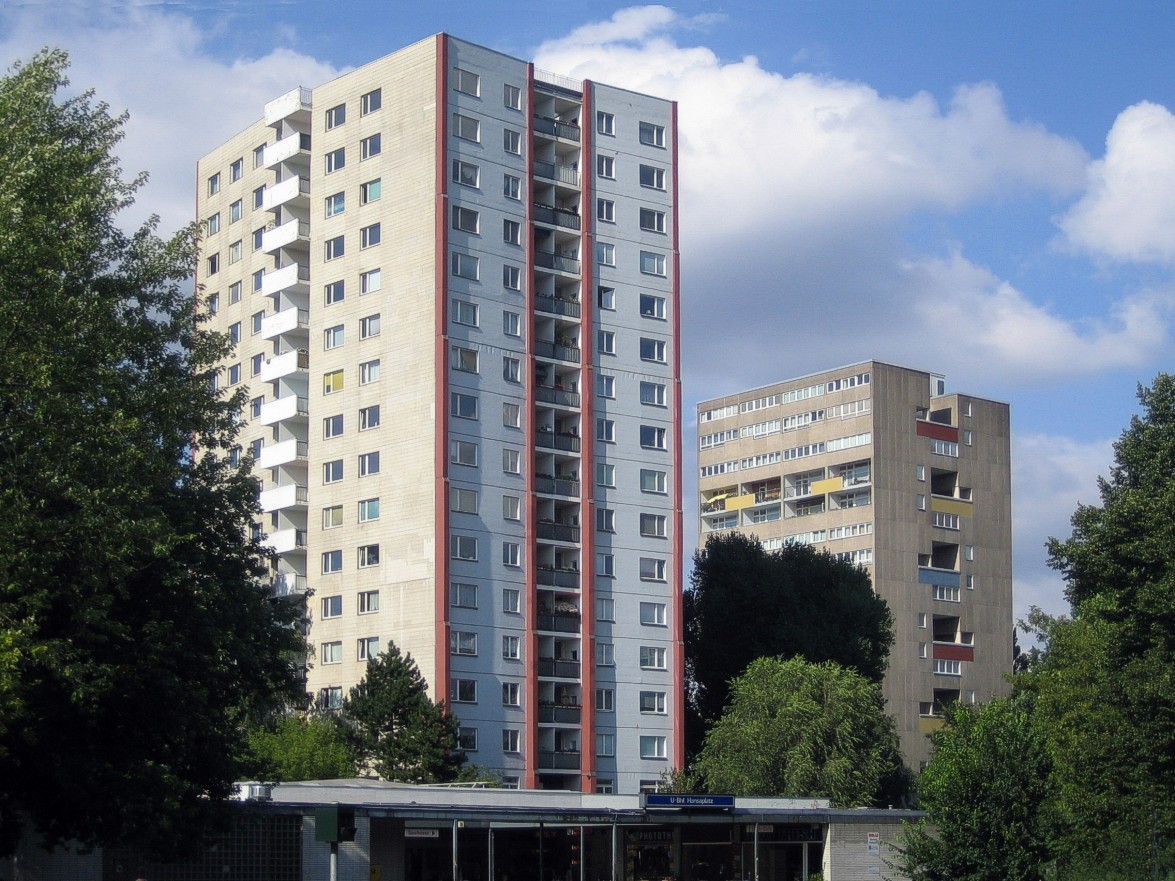
Il grattacielo di Luciano Baldessari (sinistra) e quello di Jacob B. Bakema e Jo van den Broek (destra) nel quartiere Hansa di Berlino.

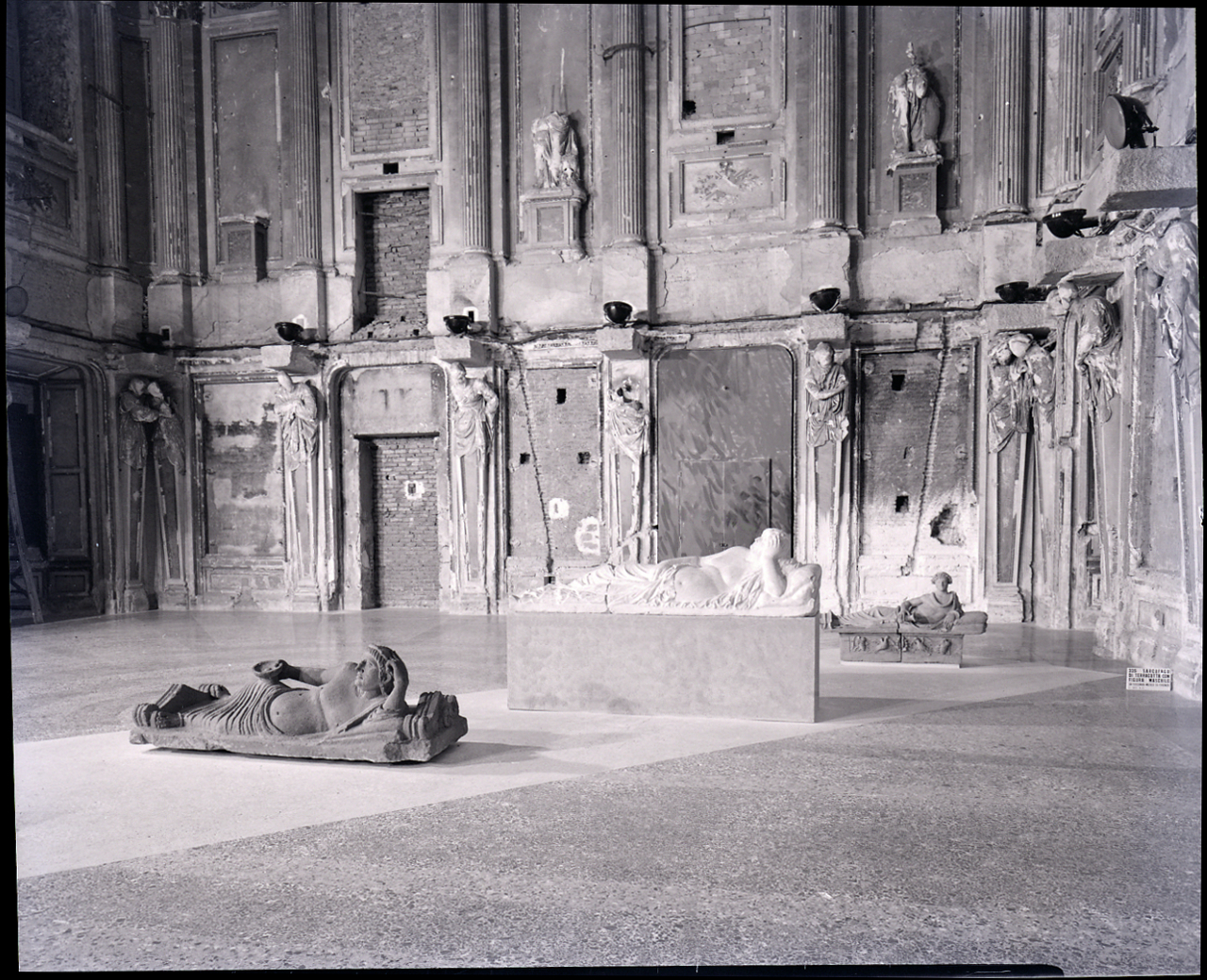
Milano, Palazzo Reale: mostra dell'arte e della civiltà etrusca con allestimento di Luciano Baldessari. Foto di Paolo Monti, 1955

Luciano Baldessari, nasce a Rovereto, sesto di nove figli, da Maria Casetti e Leopoldo, calzolaio che lo lascerà orfano ancora bambino. Allievo di Luigi Comel, professore di Disegno a mano libera, presso la Scuola Reale Elisabettina di Rovereto, nel 1913 aderisce al Circolo futurista di Fortunato Depero, di quattro anni maggiore, che aveva conosciuto nel 1906 quando, in seguito alla morte del padre, Baldessari era stato trasferito nell'orfanotrofio di Rovereto.. Dal 1909 frequenta la Scuola Reale Elisabettina, istituita dal governo austriaco e impostata sui programmi didattici del Deutscher Werkbund, e ha come maestro Luigi Comel. Nel 1913 aderisce al circolo futurista di Rovereto fondato da Depero. Nel 1915, all'inizio della prima guerra mondiale, è sfollato a Schardenberg e in seguito a Brunau, in Austria. Nel 1918 si diploma a Vienna, in seguito è arruolato nell'esercito austro-ungarico. L'anno seguente torna in Italia e si iscrive al Regio Istituto Tecnico Superiore (l'odierno Politecnico di Milano), dove consegue la laurea in Architettura il 14 dicembre 1922. Durante gli studi realizza la facciata della nuova chiesa di Vallarsa, e frequenta i corsi di scenografia dell'Accademia di Brera. Nel 1923 parte per Berlino, dove lavora come scenografo con registi come Max Reinhardt ed Erwin Piscator. Qui entra in contatto con Walter Gropius, Ludwig Mies van der Rohe, Oskar Kokoschka, Otto Dix e ospita brevemente Carlo Belli.
Al ritorno in Italia si avvicina al Gruppo 7 degli architetti razionalisti italiani..
Nel 1926 disegna una lampada da terra ideata sulla base di un "manichino da sarto", il Luminator. Il prototipo del "Luminator" fu esposto per la prima volta nel 1929 all'Expo internazionale di Barcellona dello stesso anno.
Nel 1927 allestisce la Mostra nazionale serica a Villa Olmo a Como. L'anno seguente apre a Milano, in via Santa Marta, il primo studio di architettura. Insieme a Gio Ponti lavora per l'Expo 1929 di Barcellona e in seguito allo stabilimento Italcima di Milano. In questo periodo progetta con Figini e Pollini, Marcello Nizzoli e Fausto Melotti il bar Craja di Milano. In seguito allestisce i padiglioni Vesta alla Fiera di Milano e quello della stampa alla V Triennale di Milano. Fra il 1928 e il 1930 realizza inoltre scenografie per le compagnie di Giuseppe Visconti di Modrone, Tatiana Pavlova ed Enzo Ferrieri. Nel settembre 1939, allo scoppio della seconda guerra mondiale, si trasferisce a New York. Qui è attivo principalmente come pittore e scenografo, in quanto non gli è riconosciuta la laurea in architettura. Negli Stati Uniti incontra nuovamente Gropius e Mies van der Rohe, inoltre frequenta Fernand Léger, Alfred H. Barr Jr., Amédée Ozenfant, e anche Depero nel corso del suo secondo viaggio americano.
Rientrato in Italia nel 1948, a partire dal 1951 realizza per la Breda i padiglioni espositivi alla Fiera di Milano. I padiglioni rappresentano il rilancio dell'azienda, sotto la guida del commissario straordinario Pietro Sette, dopo un periodo di forte crisi. Baldessari invita a partecipare ai padiglioni un team di architetti e ingegneri (Marcello Grisotti, Erminio Gosso, Giuseppe Dal Monte) e artisti (Lucio Fontana, Umberto Milani, Attilio Rossi). La collaborazione fra Baldessari e Fontana si ripete anche in occasione della progettazione del padiglione Sidercomit alla Fiera del 1953, cui partecipa anche Attilio Rossi. Nel 1951 Baldessari progetta lo scalone d'onore alla IX Triennale di Milano. Negli stessi anni è autore di importanti allestimenti di mostre d'arte: quella su Vincent van Gogh al Palazzo Reale di Milano e sul Risorgimento mantovano alla Casa del Mantegna di Mantova (1952, entrambe con Attilio Rossi); quelle su Rembrandt e il Seicento olandese (1954), su arte e civiltà etrusca (1955) e su Amedeo Modigliani (1958).
Fra il 1955 e il 1957 Baldessari è invitato a realizzare un grattacielo nel quartiere Hansa di Berlino, in occasione dell'Interbau 57.
 Dal 1958 è capogruppo per la progettazione di un lotto di edifici residenziali nel quartiere Feltre a Milano. Fra il 1962 e il 1966 progetta e realizza la casa di riposo Villa Letizia a Caravate, provincia di Varese, con la contigua cappella di Santa Lucia. Nel 1965 sposa a Basilea l'attrice ucraina Schifra Gorstein, da cui divorzierà nel 1977. Nel 1971, in collaborazione con Zita Mosca, ristruttura la sala delle cariatidi e delle colonne del Palazzo Reale, distrutta dai bombardamenti durante la seconda guerra mondiale. Nello stesso periodo, sempre in collaborazione con Mosca, cura le retrospettive su Roberto Crippa (1971) e Lucio Fontana (1972) e la mostra La ricerca dell'identità (1974) al Palazzo Reale di Milano.
Negli anni Settanta Baldessari espone in numerose mostre, sia personali che collettive (Museo teatrale alla Scala, Milano, 1969–70; Palazzo Rosmini, Rovereto, 1970; Galleria Pancheri, Rovereto, 1975; Biennale di Venezia, 1976 e 1978; Galleria Schettini e Fondazione Corrente, Milano, 1978, Institut Culturel de Paris, Parigi, 1981). Nel 1978 è insignito del premio Feltrinelli dall'Accademia Nazionale dei Lincei. Nel giugno 1982 sposa la collega Zita Mosca. Il 26 settembre dello stesso anno si spegne a Milano.

## Archivio
L'archivio dell'architetto Luciano Baldessari, è articolato in diversi fondi: il primo conserva le documentazione dell'architetto dal 1915 al 1980 presso il Centro Alti Studi sulle Arti Visive (CASVA) di Milano situato nel Castello Sforzesco;  un ulteriore fondo conservato presso il Politecnico di Milano  è formato dalla documentazione relativa a 174 progetti di urbanistica, architettura, allestimenti e interni prodotti da Luciano Baldessari dal 1927 al 1982; altra parte di documentazione costituita dalla Biblioteca personale dell'architetto, da carteggi privati e archivio fotografico è conservata presso Museo di arte moderna e contemporanea di Trento e Rovereto - MART. Archivio del '900.

## Progetti
Progetti principali
- 1927 Libreria Notari, Milano
- 1927 Mostra della seta, Esposizione voltiana, Como
- 1929-1933 Calzaturificio di Varese, Milano
- 1930 Bar Craja, Milano
- 1930 Stand Daf, IV Triennale di Monza
- 1931-1932 Palazzo per uffici Daf, Milano
- 1932 Appartamento Spadacini, Milano
- 1932-1939 Complesso industriale Italcima, Milano
- 1933 Padiglione della stampa, V Triennale di Milano
- 1933 Padiglione Vesta, Fiera internazionale di Milano
- 1934-1936 Casa in via Pancaldo, Milano
- 1935-1936 Negozio Ultimoda Daf, Milano
- 1935-1937 Casa della madre e del bambino, Brescia
- 1936 Padiglione Daf, Fiera internazionale di Milano
- 1936-1937 Progetto Villa alla Giudecca, Venezia
- 1936-1937 Progetto San Babila, Milano
- 1937 Progetto Palazzo E41, Roma
- 1951 Atrio e scalone d’onore, IX Triennale di Milano
- 1951-1955 Padiglione Breda, Fiera Internazionale di Milano
- 1952 Mostra Van Gogh, Palazzo Reale, Milano
- 1952 Mercato coperto, Crema
- 1954 Centrale elettrica, San Floriano, Trento
- 1954 Casette prefabbricate, X Triennale di Milano
- 1954-1958 Grattacielo nel quartiere Hansa, Berlino (Germania)
- 1955 Mostra Arte e civiltà etrusca, Palazzo Reale, Milano
- 1957-1961 Quartiere Feltre, Milano
- 1960-1961 Condominio Milano, Rovereto (TN)
- 1961-1962 Condominio Venezia, Rovereto (TN)
- 1961-1963 Progetto Campana dei caduti, Rovereto (TN)
- 1961-1962 Progetto Fontana del risparmio, Milano
- 1962-1968 Complesso villa Letizia, Caravate (VA)
- 1966 Padiglione Italsider, Fiera Internazionale di Milano
- 1972 Mostra Lucio Fontana, Palazzo Reale, Milano

## Critica
(Cesare de Seta)

## Opere
- Luminator
- Triennale di Milano
- Museo teatrale alla Scala